# Landtagswahl in Bayern 1920
- KPD: 2
- USPD: 20
- SPD: 25
- DDP: 12
- BB: 12
- BVP: 65
- BMP/DVP: 19

Die zweite Wahl zum Bayerischen Landtag fand am 6. Juni 1920 (gleichzeitig mit der Reichstagswahl 1920) statt. Im ehemaligen Freistaat Coburg, der sich am 1. Juli 1920 Bayern anschloss, fand am 7. November 1920 eine Nachwahl zum Landtag statt.
Zwölf Wochen vor der Wahl hatte sich das Kabinett von Kahr I, eine Koalitionsregierung (BVP, BBB und DDP) unter dem parteilosen Gustav Ritter von Kahr gebildet. Nach der Wahl formierte eine Koalition von BVP, BBB, DDP und Bayerischer Mittelpartei (BMP) das Kabinett von Kahr II. Es amtierte bis zum 11. September 1921. Dann regierte sieben Wochen lang das Kabinett Lerchenfeld-Köfering und dann das Kabinett Knilling. 

## Ergebnis
| Partei                                         | Stimmenanteil | Sitze |
| ---------------------------------------------- | ------------- | ----- |
| Bayerische Volkspartei                         | 39,39 %       | 65    |
| Sozialdemokratische Partei                     | 16,29 %       | 25    |
| Bayerische Mittelpartei / Deutsche Volkspartei | 13,54 %       | 19    |
| Unabhängige Sozialdemokratische Partei         | 12,93 %       | 20    |
| Deutsche Demokratische Partei                  | 8,10 %        | 12    |
| Bayerischer Bauernbund                         | 7,92 %        | 12    |
| Kommunistische Partei Deutschlands             | 1,74 %        | 2     |

## Coburg
Ab dem 1. Juli 1920 gehörten drei vom Coburger Landtag gewählte Abgeordnete dem Bayerischen Landtag an: zwei von der SPD, einer von der DDP.
Nachwahl in Coburg am 7. November 1920:
| Partei                                                                                                  | Stimmenanteil | Sitze |
| --- | ------------- | ----- |
| Vereinigte Liste der Bayerischen Mittelpartei, der Deutschen Volkspartei und des Coburger Bauernvereins | 39,79 %       | 1     |
| Sozialdemokratische Partei                                                                              | 32,74 %       | 1     |
| Deutsche Demokratische Partei                                                                           | 27,03 %       | 1     |
| Unabhängige Sozialdemokratische Partei                                                                  | 7,44 %        |       |

## Quelle
- Landtagswahl in Bayern 1920 in der Parlamentsdatenbank beim Haus der Bayerischen Geschichte